# 김석창 (음악인)
김석창(金碩昌, ? ~ ?)은 조선시대의 판소리 명창이다. 충청도 출신으로 이동백의 선배이다. 아니리와 부침새를 잘하였으며, 《춘향가》를 잘하였다. 그 중에서 신연맞이를 유별나게 잘하였는데, 여기에서 8도 마부가 나오는 대목을 특이하게 불렀다.